# Лейгертвуд, Микеле
Мике́ле Бе́нджамин Ле́йгертвуд (англ. Mikele Benjamin Leigertwood; род. 12 ноября 1982[…], Энфилд, Большой Лондон) — футболист из Антигуа и Барбуды, защитник. Выступал в национальной сборной Антигуа и Барбуды. С 2019 года начал карьеру тренера. Ныне тренирует юношеский состав клуба «Рединг» и национальную сборную.

## Карьера

### Уимблдон
Закончив обучение в академии «Уимблдона», в начале сезона 2001/02 Микеле Лейгертвуд прибывает в распоряжение основной команды. Но молодой и неопытный игрок не смог закрепиться даже в роли запасного, поэтому сначала отправляется в аренду в клуб второй футбольной лиги «Лейтон Ориент», где в ноябре 2001 года состоялся его профессиональный дебют. Всего в составе клуба из Восточного Лондона игрок провёл восемь матчей. В конце сезона он возвращается в Уимблдон и проводит первый матч за эту команду против «Барнсли», окончившийся поражением «Уомблс» со счётом 1:0. Впоследствии Лейгертвуд сумел закрепиться в основе и сыграл за «Уимблдон» 65 матчей, забив 3 гола.

### Кристал Пэлас
Быстрый прогресс юного футболиста не остался незамеченным. В январе 2004 года он стал игроком клуба «Кристал Пэлас». Размер компенсации за игрока составил 155 000 £ (180 000 €). В оставшихся 10 матчах Микеле помог клубу завоевать право на участие в Английской Премьер-лиге. В сезоне 2004/05 он провёл 23 матча и забил гол в ворота «Тоттенхэм Хотспур». Тем не менее, клуб занял лишь 18 строчку и вылетел в Чемпионшип.

### Шеффилд Юнайтед
После завершения контракта с «Орлами» игрок присоединился к клубу «Шеффилд Юнайтед», со второго места вышедшему в Премьер-лигу и искавшему усиления. Микеле Лейгертвуд имел статус свободного агента, но так как на тот момент он не достиг 24 лет, клубу пришлось выплатить отступные в размере 600,000 фунтов. Контракт был рассчитан на 3 года, несмотря на это уже в следующем году Лейгертвуд вновь сменил клуб.

### Куинз Парк Рейнджерс
В августе 2007 он был приобретён клубом «Куинз Парк Рейнджерс». За три года выступлений в футболке «обручей» игрок принял участие в 141 матче и забил 12 голов. Однако примерно в то же время клуб был куплен промоутером Формулы-1 Берни Экклстоуном и ныне бывшим руководителем команды Формулы-1 «Рено» Флавио Бриаторе. Их инвестиции в клуб породили «тренерскую чехарду»(за три года сменилось 6 гл. тренеров), в результате которой 1 марта 2010 года КПР возглавил бывший тренер клуба «Кристал Пэлас» Нил Уорнок. При нём Микеле Лейгертвуд впал в немилость и был отдан в аренду в «Рединг».

### Рединг
В ноябре 2010 года Лейгертвуд на правах аренды перешёл в «Рединг». После серии хороших показателей руководители клуба решили продлить аренду до конца сезона. Свой первый гол за «Рединг» игрок забил 29 января 2011 года в ворота «Стивениджа» в рамках кубка Англии. Неделей позже Микеле Лейгертвуд забивает свой второй гол «Кардифф Сити». Матч закончился со счётом 2:2. В мае 2011 года сообщили, что «Рединг» подписал с игроком контракт на три года, а 1 июня при открытии летнего трансферного окна Микеле Лейгертвуд официально стал игроком «Рединга». В сезоне 2011/12 Лейгертвуд принял участие в 42 играх и забил в них 5 голов. По результатам сезона «роялисты» выиграли Чемпионат Футбольной лиги Англии и вышли в Премьер-лигу. Первый матч Лейгертвуда за «Рединг» в Премьер-лиге состоялся 18 августа 2012 года против «Сток Сити» и завершился ничьей 1:1.

## Международная карьера
Тренер сборной Антигуа и Барбуда Вилли Доначи приглашал Лейгертвуда в национальную сборную ещё в июне 2008 года на отборочные матчи к чемпионату мира 2010 года в ЮАР. Однако тогда игрок вынужден был отказаться ввиду собственной свадьбы. Тем не менее он получил шанс проявить себя на международном уровне. 28 октября 2008 года в матче против «Бирмингем Сити» Лейгертвуд получил красную карточку и пропускал четыре следующих матча. Во время этого запрета он согласился представлять Антигуа и Барбуду на Карибском чемпионате 2008. За сборную он дебютировал 5 ноября 2008 года в матче с о сборной Тринидада и Тобаго, который закончился поражением Антигуа и Барбуды 3:2. Первый гол за сборную он забил в ближайшем матче против Гайаны. После этого чемпионата в его карьере за сборную ненадолго остановилась. В национальную команду он вернулся в ноябре 2010 года и принял участие во втором этапе чемпионата Карибов, сыграв три матча.

## Достижения
Куинз Парк Рейнджерс
- Победитель Чемпионата футбольной лиги Англии : 2010/11.

Рединг
- Победитель Чемпионата футбольной лиги Англии : 2011/12.

## Клубная статистика
По состоянию на 21 августа 2012.
| Клуб                   | Сезон            | Лига  | Лига | Кубок Англии | Кубок Англии | Кубок лиги | Кубок лиги | Другие | Другие | Всего | Всего |
| Клуб                   | Сезон            | Матчи | Голы | Матчи        | Голы         | Матчи      | Голы       | Матчи  | Голы   | Матчи | Голы  |
| ---------------------- | ---------------- | ----- | ---- | ------------ | ------------ | ---------- | ---------- | ------ | ------ | ----- | ----- |
| Уимблдон               | 2001-02          | 1     | 0    | 0            | 0            | 0          | 0          | 0      | 0      | 1     | 0     |
| Уимблдон               | 2002-03          | 28    | 0    | 2            | 0            | 3          | 1          | 0      | 0      | 33    | 1     |
| Уимблдон               | 2003-04          | 27    | 2    | 3            | 0            | 1          | 0          | 0      | 0      | 31    | 2     |
| Уимблдон               | Всего            | 56    | 2    | 5            | 0            | 4          | 1          | 0      | 0      | 65    | 3     |
| Лейтон Ориент (аренда) | 2001-02          | 8     | 0    | 2            | 0            | 0          | 0          | 0      | 0      | 10    | 0     |
| Лейтон Ориент (аренда) | Всего            | 8     | 0    | 2            | 0            | 0          | 0          | 0      | 0      | 10    | 0     |
| Кристал Пэлас          | 2003-04          | 12    | 0    | 0            | 0            | 0          | 0          | 3      | 0      | 15    | 0     |
| Кристал Пэлас          | 2004-05          | 20    | 1    | 1            | 0            | 2          | 0          | 0      | 0      | 23    | 1     |
| Кристал Пэлас          | 2005-06          | 27    | 0    | 1            | 0            | 1          | 0          | 1      | 0      | 30    | 0     |
| Кристал Пэлас          | Всего            | 59    | 1    | 2            | 0            | 3          | 0          | 4      | 0      | 68    | 1     |
| Шеффилд Юнайтед        | 2006-07          | 19    | 0    | 0            | 0            | 0          | 0          | 0      | 0      | 19    | 0     |
| Шеффилд Юнайтед        | 2007-08          | 2     | 0    | 0            | 0            | 2          | 0          | 0      | 0      | 4     | 0     |
| Шеффилд Юнайтед        | Всего            | 21    | 0    | 0            | 0            | 2          | 0          | 0      | 0      | 23    | 0     |
| Куинз Парк Рейнджерс   | 2007-08          | 40    | 5    | 0            | 0            | 0          | 0          | 0      | 0      | 40    | 5     |
| Куинз Парк Рейнджерс   | 2008-09          | 42    | 2    | 2            | 0            | 2          | 0          | 0      | 0      | 46    | 2     |
| Куинз Парк Рейнджерс   | 2009-10          | 40    | 5    | 2            | 0            | 3          | 0          | 0      | 0      | 45    | 5     |
| Куинз Парк Рейнджерс   | 2010-11          | 9     | 0    | 0            | 0            | 1          | 0          | 0      | 0      | 10    | 0     |
| Куинз Парк Рейнджерс   | Всего            | 131   | 12   | 4            | 0            | 6          | 0          | 0      | 0      | 141   | 12    |
| Рединг                 | 2010-11          | 22    | 1    | 4            | 1            | 0          | 0          | 3      | 0      | 29    | 2     |
| Рединг                 | 2011-12          | 41    | 5    | 1            | 0            | 0          | 0          | 0      | 0      | 42    | 5     |
| Рединг                 | 2012-13          | 1     | 0    | 0            | 0            | 0          | 0          | 0      | 0      | 1     | 0     |
| Рединг                 | Всего            | 64    | 5    | 5            | 1            | 0          | 0          | 3      | 0      | 72    | 6     |
| Всего за карьеру       | Всего за карьеру | 339   | 20   | 18           | 1            | 15         | 1          | 7      | 0      | 379   | 22    |